# エウアイモーン
エウアイモーン（古希: Εὐαίμων, Euaimōn）は、ギリシア神話の人物である。長音を省略してエウアイモンとも表記される。主に、
- ポセイドーンの子
- オルメノスの子

が知られている。以下に説明する。

## ポセイドーンの子
このエウアイモーンは、哲学者プラトーンの『クリティアス』で言及されているアトランティス伝説に登場する人物である。海神ポセイドーンとクレイトーとの間に生まれた2番目の双生児の弟で、兄はアムペーレース。また他の双子アトラースとエウメーロス、ムネーセウスとアウトクトン、エラシッポスとメーストール、アザエースとディアプレペースと兄弟。エウアイモーンは兄弟とともにアトランティスの10分の1を支配した。

## オルメノスの子
このエウアイモーンは、テッサリアー地方のオルメニオンの王オルメノスの子で、アミュントールと兄弟。オーピスとの間に、息子エウリュピュロスをもうけた。
エウリュピュロスはトロイア戦争でギリシア軍の武将として戦った。

## その他の人物
- アルカディア地方の王リュカーオーンの50人の子の1人[19]。